# Edmond Locard
Edmond Locard (13. prosince 1877, Saint-Chamond, Francie – 4. května 1966, Lyon, Francie) byl francouzský lékař, právník a průkopník forenzních věd, který založil v roce 1910 v Lyonu první policejní laboratoř. Přispěl k vyřešení celé řady složitých případů a zformuloval ústřední postulát forenzních věd, známý jako Locardův princip výměny, který praví, že „každý kontakt za sebou zanechává stopu“. Jeho vynikající výsledky mu vynesly přezdívku „francouzský Sherlock Holmes“.